# Молодчиков, Владимир Николаевич
Владимир Николаевич Молодчиков (1914—1962) — гвардии майор Советской армии, участник Великой Отечественной войны, Герой Советского Союза (1945).

## Биография
Владимир Молодчиков родился 25 мая 1914 года в городе Боровичи (ныне — Новгородская область). После окончания курсов техников-механиков работал по специальности на огнеупорном комбинате. В 1935 году Молодчиков был призван на службу в Рабоче-крестьянскую Красную Армию. В 1938 году окончил Ленинградскую военную авиационную техническую школу, в 1942 году — авиационные курсы усовершенствования командного состава. Участвовал в польском походе и советско-финской войне. С ноября 1942 года — на фронтах Великой Отечественной войны.
К концу августа 1943 года гвардии капитан Владимир Молодчиков был помощником по воздушно-стрелковой службе командира 90-го гвардейского штурмового авиаполка (4-й гвардейской штурмовой авиадивизии, 5-го штурмового авиакорпуса, 5-й воздушной армии, 2-го Украинского фронта). К тому времени он совершил 140 боевых вылетов на штурмовку скоплений боевой техники и живой силы противника, нанеся ему большие потери, лично сбил один вражеский самолёт и ещё несколько — в составе группы.
Указом Президиума Верховного Совета СССР от 23 февраля 1945 года за «отвагу и мужество, проявленные при нанесении штурмовых ударов по врагу» гвардии капитан Владимир Молодчиков был удостоен звания Героя Советского Союза с вручением ордена Ленина и медали «Золотая Звезда» за номером 2276.
В 1946 году в звании майора Молодчиков был уволен в запас. Вернулся в родной город, работал сначала на огнеупорном комбинате, затем стал председателем Боровичского горисполкома. Позднее жил в Ленинграде. Скоропостижно умер 28 мая 1962 (по другим данным — 1961) года, был похоронен на Ново-Волковском кладбище Ленинграда.

## Награды
Был также награждён тремя орденами Красного Знамени, орденами Богдана Хмельницкого 3-й степени, Александра Невского, Отечественной войны 1-й степени и рядом медалей.